# Knut Laurin

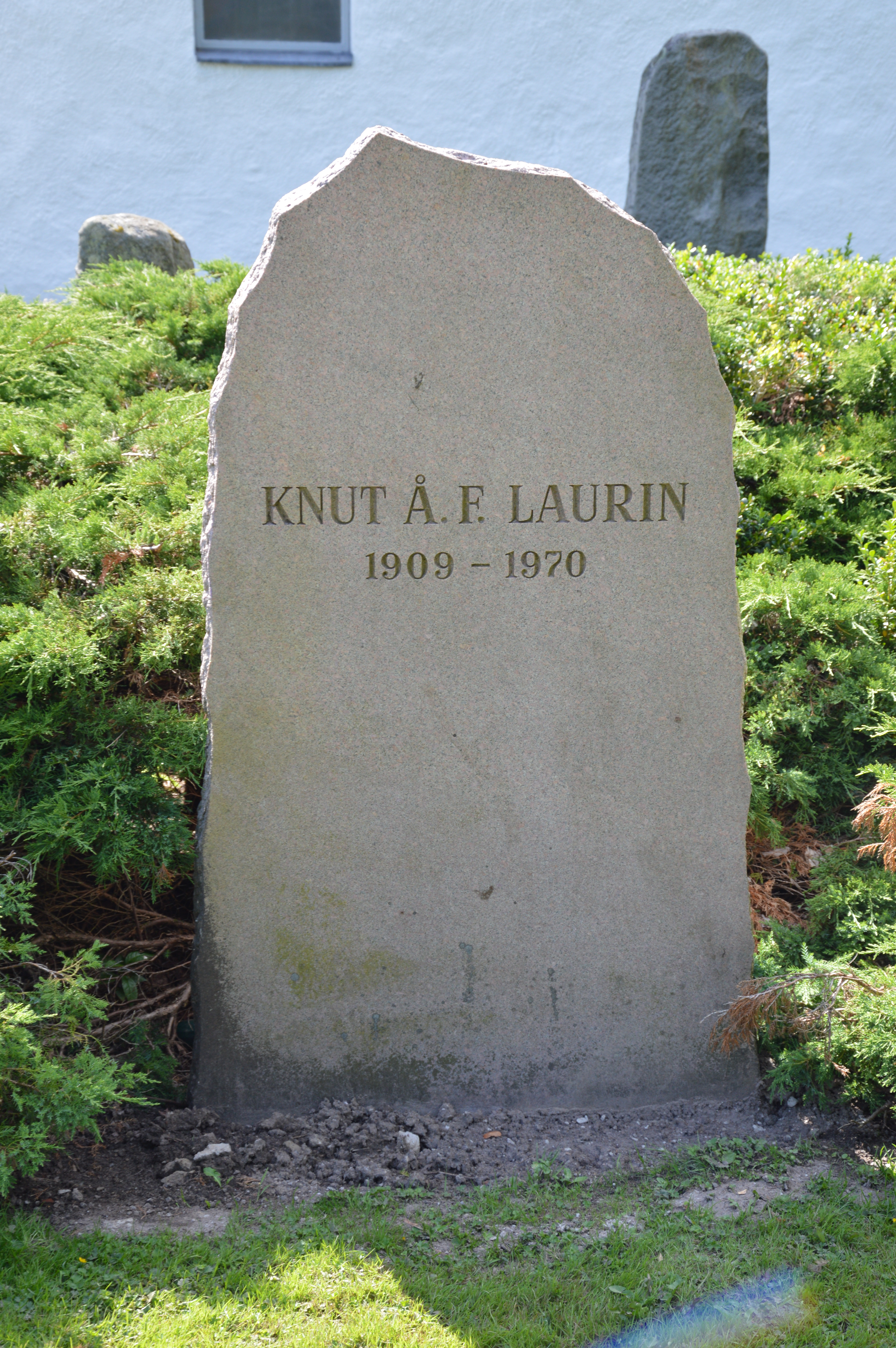
Knut Laurins gravvård på Skarhults kyrkogård.

Knut Åke Ferdinand Laurin, född 10 mars 1909 i Lund, död 7 januari 1970 i Tyskland, var en svensk företagsledare.
Knut Laurin var son till Oscar Laurin och Lilly Frankel. Han var verkställande direktör för AB Plåtmanufaktur (PLM) och anslutna företag från 1943 till sin död 1970.
Han var gift tre gånger. Sist gifte han sig 1957 i USA med Cecily Hanover (född 1919). Han var far till Ulf Laurin.